# Ataques aéreos egipcios en Libia de febrero de 2015
Los ataques aéreos de Egipto en Libia de febrero de 2015 fueron realizados contra el Estado Islámico el 16 de febrero de 2015, siendo provocados por un video difundido por Daesh en Libia un día antes, sobre la decapitación de 21 cristianos coptos de Egipto. En cuestión de horas, la Fuerza Aérea de Egipto respondió con ataques aéreos contra campos de entrenamiento de Daesh y arsenales de armas, en represalia por los asesinatos. Aviones de guerra actuando bajo las órdenes del gobierno libio también impactaron en Derna, según los informes, en coordinación con Egipto.
Los ataques aéreos habrían matado hasta 64 terroristas, entre ellos tres de los líderes, en las ciudades costeras de Derna y Sirte. Medios libios informaron que al menos 35 egipcios fueron sido capturados por Daesh en represalia por los ataques aéreos.
A medida que los ataques aéreos tuvieron lugar, el Ministerio de Relaciones Exteriores de Egipto pidió a la coalición liderada por Estados Unidos que golpea al Estado Islámico en Siria e Irak, ampliar su ámbito de aplicación al norte de África y tomar medidas contra el grupo extremista en Libia.

## Antecedentes
En 2011, un levantamiento respaldado por la OTAN derrocó al gobernante de Libia desde 1969, Muamar el Gadafi, y desde entonces el país ha sido testigo de la inestabilidad y los disturbios. Las autoridades egipcias han expresado desde ese momento su preocupación por las sospechas de que la inestabilidad en el este de Libia se extienda a Egipto debido al auge de los movimientos yihadistas, una región que El Cairo cree que se ha desarrollado como un sitio seguro para los islamistas buscados tras el golpe de Estado de 2013 en Egipto que derrocó al presidente apoyado por la Hermandad Musulmana, Mohamed Morsi.
Ha ocurrido numerosos ataques contra los intereses comerciales de Egipto en Libia que eran desenfrenados hasta que el general Jalifa Haftar encabezara una operación de ofensiva en mayo de 2014, caracterizada sobre todo por el secuestro de los conductores de camiones y en ocasiones trabajadores que fueron asesinados. Además de ello, armas de contrabando desde Libia, incluyendo cohetes y armamento antiaéreo, han inundado los mercados negros de Egipto a través de la desértica frontera que ambos países comparten, a menudo alcanzando a extremistas en la región del Sinaí de Egipto, que en gran medida dependen de estas armas.
Debido a esto, el gobierno respaldado por los militares en Egipto tenía muchas razones para apoyar la rebelión de Haftar. Por otra parte, el presidente egipcio, Abdelfatah Al-Sisi, que se había convertido cada vez más popular entre muchos libios deseosos de la estabilidad, había pedido a los Estados Unidos varias veces intervenir militarmente en Libia, advirtiendo que el país se estaba convirtiendo en un problema de seguridad importante. Anteriormente se comprometió a no permitir que la crisis amenazara la seguridad nacional de Egipto.
Tras la toma del Aeropuerto Internacional de Trípoli por las milicias islamistas con base en Misrata, Emiratos Árabes Unidos y Egipto fueron acusados por altos funcionarios estadounidenses en agosto de 2014 de asaltar a los combatientes varias veces con aviones de guerra estacionados en bases aéreas egipcias. El New York Times también informó, citando a funcionarios estadounidenses, que un equipo de las fuerzas especiales con sede en Egipto, probablemente involucró a personal de los Emiratos. Dicho grupo irrumpió en un campamento islamista en Derna unis meses antes de los ataques aéreos de agosto de 2014.

### Decapitación de coptos
El 12 de febrero de 2015, el Estado Islámico publicó un informe en su revista en línea Dabiq, mostrando fotos de 21 cristianos coptos egipcios que habían sido secuestrados en la ciudad de Sirte, amenazando de que iba a matarlos para «vengar el [presunto] secuestro de mujeres musulmanas por la Iglesia copta egipcia». Tres días más tarde, apareció un video mostrando la decapitación de los cautivos en una playa. La Iglesia copta de Egipto confirmó las muertes, mientras que el gobierno egipcio condenó el incidente. Sisi anunció un período de siete días de luto nacional y pidió una reunión urgente con el máximo órgano de seguridad del país.

### Compra de jets franceses
Las decapitaciones se produjeron un día antes de que Egipto firmara un acuerdo de 5,9 mil millones de dólares en armamento para comprar 24 aviones de combate Dassault Rafale de Francia, representando la primera venta extranjera de ese tipo de jet francés. Egipto también compró una fragata multipropósito Clase FREMM, como así también misiles. El acuerdo fue considerado por los analistas como un intento de Sisi de actualizar el equipamiento militar de Egipto y de diversificar sus proveedores. Patricia Adam, presidente del comité de defensa del parlamento francés, dijo que Egipto necesita aviones rápidamente. «Usted sólo tiene que echar un vistazo a lo que está sucediendo en su frontera. Están especialmente preocupados por lo que está pasando en Libia», dijo. El ministro de Defensa francés, Jean-Yves Le Drian, dijo que la ejecución de los coptos fue una de las razones por las cuales el gobierno egipcio quería aumentar su seguridad.

## Desarrollo
El presidente egipcio, Abdelfatah Al-Sisi pidió una reunión urgente del Consejo de Defensa Nacional del país y dijo en un discurso televisado que Egipto s«e reserva el derecho a responder en el método y el momento que estime conveniente para la retribución de estos asesinos», después de la publicación del vídeo de la decapitación por parte de Daesh. Horas más tarde, seis aviones F-16 egipcios, en coordinación con la fuerza aérea de Libia, lanzaron ataques aéreos contra objetivos de Daesh. Las incursiones de Egipto se centraron en Derna, mientras que los aviones libios atacaron posiciones en Sirte y Ben Yauad. En un comunicado las fuerzas áreas de Egipto dijeron que los ataques aéreos fueron «precisos» y que los aviones de guerra regresaron a salvo a territorio egipcio después de la misión. El comunicado agregó que los campamentos de entrenamiento y armas y escondites de municiones fueron algunos de los objetivos.
Aviones de guerra que actuaron bajo las órdenes del gobierno libio también atacaron objetivos en Derna, según los informes, en coordinación con los ataques aéreos de Egipto. Un funcionario libio dijo que nuevos ataques aéreos conjuntos seguirían.

### Bajas
La primera ola de ataques aéreos de Egipto mató a 81 combatientes del Estado Islámico, según el ejército libio. El jefe de la fuerza aérea libia, Saqr Geroushi, afirmó que entre 40 y 50 personas habían muerto.
Al Jazeera informó que siete civiles murieron durante los ataques aéreos, entre ellos tres niños. Human Rights Watch instó a las autoridades egipcias y libias llevar a cabo una investigación sobre las víctimas civiles resultantes de las incursiones, afirmando que «cualquier intervención militar con Daesh debe tomar todas las medidas posibles para salvar vidas civiles».

## Consecuencias

### Secuestro de egipcios
Al día siguiente de los ataques aéreos, los medios locales afirmaron que 35 trabajadores agrícolas egipcios fueron secuestrados en las zonas controladas por grupos como Ansar Al-Sharia y Estado Islámico. Por su parte, el periódico Libya Herald informó que siete egipcios desaparecieron inicialmente, pero que el número más tarde se elevó a treinta y cinco.
El 20 de febrero, tres ingenieros egipcios que trabajaban para una empresa francesa en Libia fueron secuestrados en el camino hacia Sabha en el sureste libio. El Ministerio de Relaciones Exteriores de Egipto confirmó más tarde el secuestro y dijo que contactó a las autoridades libias para identificar el grupo detrás del incidente.

### Ataque aéreo de Zintan
Las milicias de Amanecer Libio atacaron presuntamente una pista de aterrizaje y otra ubicación en la ciudad de Zintan, que se alió al gobierno egipcio en Tobruk, posiblemente en respuesta a los ataques aéreos egipcios, obligando a la cancelación de un vuelo programado para despegar desde el aeropuerto de la ciudad. El avión llevaba ciudadanos egipcios y libios por su seguridad. Un portavoz para el gobierno respaldado por el grupo armado en Trípoli dijo que dos o tres aviones MiG, posiblemente restos de la fuerza aérea de Gadafi, fueron utilizados en la operación.

### Atentados en Al Quba
El 20 de febrero, al menos 40 personas fallecieron en tres ataques con bombas por parte de Daesh en la ciudad de Al Quba. Las bombas fueron dirigidas contra una gasolinera, una estación de policía y residencia del presidente libio Aguilah Issa. Fue uno de los ataques más mortífero en Libia desde el fin de la guerra de Libia de 2011. El Estado Islámico dijo que los ataques fueron llevados a cabo en represalia a los ataques de Egipto. Seis egipcios fueron identificados entre las víctimas mortales en los ataques, y sus cuerpos fueron repatriados a Egipto a través del paso fronterizo de Salloum.

## Reacciones
El presidente francés, François Hollande, y de Egipto Sisi pidieron una reunión del Consejo de Seguridad de las Naciones Unidas después de los ataques aéreos para discutir la situación en Libia y buscar nuevas medidas de seguridad contra el Estado Islámico. Sisi más tarde pidió una resolución de las Naciones Unidas que permitiera una intervención internacional en Libia. «No hay otra opción, teniendo en cuenta el acuerdo del pueblo libio y el gobierno y que nos llaman para actuar», dijo. Sin embargo, los gobiernos de Francia, Alemania, Italia, España, Reino Unido y Estados Unidos emitieron una declaración conjunta pidiendo una solución política al conflicto en Libia.
La vocera del Departamento de Estado de los Estados Unidos, Jen Psaki, dijo en un comunicado: «Sin duda, respetamos el derecho de los países a tomar sus propias decisiones sobre su propia defensa y la defensa de su propio país». Sin embargo, el gobierno de Barack Obama se negó a apoyar abiertamente los ataques aéreos de Egipto. El presidente de Rusia Vladímir Putin expresó en una carta a Sisi que su país está dispuesto para «la cooperación más estrecha posible en la lucha contra todos los aspectos de la amenaza del terrorismo».
La Liga Árabe apoyó los bombardeos de Egipto expresando su «plena comprensión» de la posición del gobierno egipcio. El organismo también pidió el levantamiento de un embargo de armas a las fuerzas armadas nacionales de Libia, que fue impuesto por las Naciones Unidas y la Unión Europea en 2011, durante una reunión de emergencia en El Cairo. Sin embargo, un conflicto diplomático se desarrolló entre Egipto y Catar debido a los ataques aéreos. Durante la reunión de la Liga Árabe, un funcionario del Ministerio de Relaciones Exteriores de Catar expresó las reservas de su gobierno sobre la acción militar unilateral por parte de Egipto, y agregó que esto podría «dar una ventaja a un lado en el conflicto libio». Las tensiones culminaron con Catar llamando a su embajador en El Cairo para consultas, y el enviado de Egipto de la Liga Árabe, Tareq Adel, acusando a Catar de «apoyar el terrorismo».
Abdullatif bin Rashid Al Zayani, Secretario General del Consejo de Cooperación para los Estados Árabes del Golfo (CCEAG), expresó «inicialmente» su apoyo a Catar y criticó las declaraciones de Egipto tratando a Catar como patrocinador del terrorismo. Describió las declaraciones del diplomático egipcio como «una acusación falsa que desafía la verdad y hace caso omiso de los esfuerzos sinceros que Catar ejerce para combatir el terrorismo y el extremismo en todos los niveles». Horas más tarde, Zayani negó dicha declaración, que se retiró después de la página web del CCEAG, y expresó su apoyo al gobierno egipcio. Los medios estatales de Baréin informaron que «la falsa declaración atribuida a Al Zayani» se debió al control de Catar sobre el sitio web.